# 蓋施普靈斯巴赫河
49°53′42″N 9°48′44″E / 49.894909°N 9.812207°E
蓋施普靈斯巴赫河是德國的河流，位於該國東南部，由巴伐利亞負責管轄，屬於萊納赫巴赫河的左支流，河道全長2.8公里，流域面積5.5平方公里。